# أحمد دوستان عاشوري
أحمد دوستان عاشوري (بالفارسية: احمد دوستان عاشوری) هو لاعب كرة قدم إيراني. حضر احمد دوستان عاشوري خلال مسيرته الرياضية في عدة فرق ومنها فريق استقلال اهواز لكرة القدم الإيراني.